# ヴィソチノエ・コリツォ
ヴィソチノエ・コリツォ（ロシア語: Височное кольцо 直訳：こめかみリング）とは、リング状の、キエフ・ルーシ期の女性の装飾品である。ヴィソチノエ・コリツォは金・銀・銅・青銅等で作られていた。リボンか革紐で頭飾りや帽子類に吊り下げ（リボンなどに突き刺すタイプのものもある）、通常はこめかみのあたりを飾った。時には髪に直接固定したり、耳朶にピアスのように取り付けることもあった。
また、ルーシの各部族によって様々な形態のものが作られていた。この点から、ヴィソチノエ・コリツォはルーシの女性の装飾品としては最も特色のみられるものである。

## 特色
同類の装飾品のうち、もっとも古いものは、ヨーロッパではカタコンベ文化・ウーニェチツェ文化の墓や、青銅器時代のミケーネやトロイの埋葬地から発見されている。また中央アジアのカラスク文化でも同類の装飾品の発見がある。それより時代が下るものとしては、チェルノレス文化の埋葬地から出土するものがある。とはいえ、8 - 12世紀のスラヴの文化において多様性が現れ、これらの装飾文化の真の最盛期を迎えた。また、スラヴのリングのデザインはアラブとビザンツの文化の影響を受けたものである。
ルーシのヴィソチノエ・コリツォは、他の宝石製品のように、おそらくその所持者によって、10世紀後半にはスカンジナヴィアにも伝播し始めた。また、壊れたものの大部分は、おそらく支払いの手段として用いられたろ考えられる。ルーシのものは中世後期の北カフカス（カラチャイ・チェルケス共和国内）でも発見されている
。また、その形状からいくつかのタイプに分類される。たとえばルチェヴォエ・ヴィソチノエ・コリツォ（直訳：放射状のこめかみリング）は、放射状に伸びる突起をもつリングである。このタイプの初期のものには、ドナウ川を起源とするラジミチ族とヴャチチ族のものがある。ロシアのザライスク、ウクライナのポルタヴァ、ノヴォトリツコエ城址跡(ru)等で発見された、9世紀のリングもこの中に含まれる。また、ベラルーシ側のプリピャチ川流域の、ホトメリスク城址跡(ru)で発見された8 - 9世紀のリングとも関連性が見られる。
ヴィソチノエ・コリツォには以下のようなものがある。
| 名称                                               | 画像 | 部族                        | 発見場所                                                                                           | 時期       |
| -------------------------------------------------- | ---- | --------------------------- | -------------------------------------------------------------------------------------------------- | ---------- |
| セミルチェヴォエ- （七つの放射状のリング）         |      | ラジミチ族 セヴェリャーネ族 | クルスク州                                                                                         | 8 - 12世紀 |
| セミルチェヴォエ- （七つの放射状のリング）         |      | ヴャチチ族                  | モスクワ州                                                                                         |            |
| ブラスレトーブラズノエ- （ブレスレット状のリング） |      | クリヴィチ族                | ヴィーツェプスク州 ミンスク州 プスコフ州 カルーガ州 ニジニ・ノヴゴロド州 リャザン州 スモレンスク州 | 5 - 12世紀 |
| ロムボシチトコヴォエ- （菱形の盾状のリング）       |      | スロヴェネ族                | レニングラード州 ノヴゴロド州                                                                      |            |
| スピラリノエ- （渦巻状のリング）                   |      | セヴェリャーネ族            | クルスク州 ポルタヴァ州 リトアニア                                                                 |            |
| トレフブシノエ- （3つのビーズのリング）            |      | ドレゴヴィチ族              | キエフ州 チェルニーヒウ州                                                                          |            |